# 日産・ナバラ
ナバラ(NAVARA)は、日産自動車の小型商用車であり、1986年1月にオーストラリア市場に登場した9代目・日産・ダットサントラックに付けられた輸出向けの車名で、後に欧州やアジア向けにも使用されている。

## 概要
豪州では8代目ダットサントラックである720型までNISSAN 720と形式名のままで販売されていたが、9代目にモデルチェンジしたのを機に新たにNAVARAの車名が与えられた。

## 初代 D21型系（1986年 - 2004年）
1986年1月オーストラリア市場に登場。シングルキャブ、キングキャブ、ダブルキャブの3種のボディを展開。エンジンは全て直列4気筒でガソリン2種、ディーゼル1種が用意された。

## 2代目 D22型系（1997年 - 2015年）

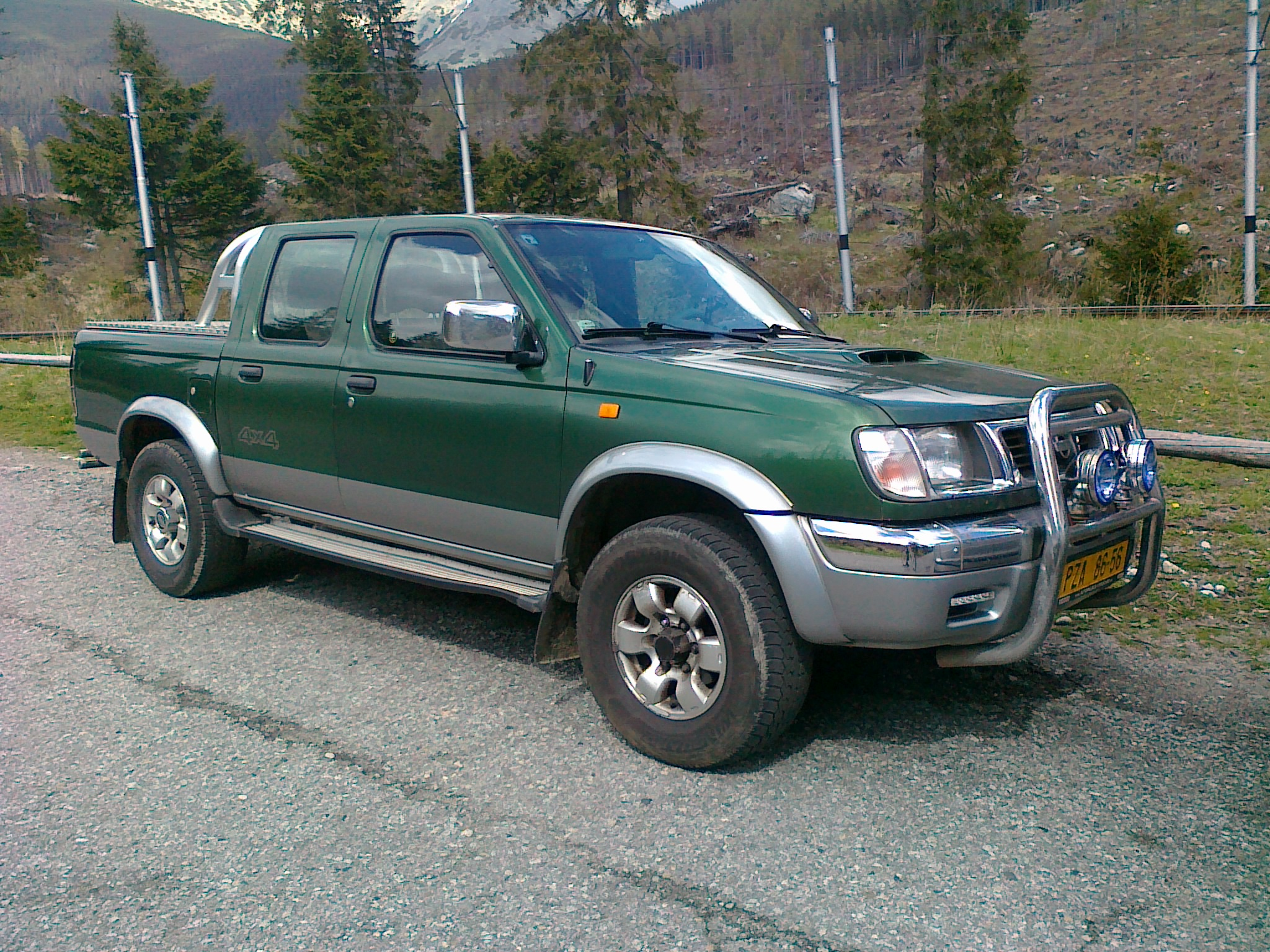
前期型

日本市場に遅れること約3ヶ月、1997年4月オーストラリアでもD22型が登場。先代に続きシングルキャブ、キングキャブ、ダブルキャブの3種のボディを展開。エンジンは直列4気筒ガソリンが1種と、直4ディーゼル2種を用意。
2015年D23型の登場によりオーストラリア市場では販売終了。

## 3代目 D40型系（2005年 -2021年 ）
2005年12月スペイン（日産モトール・イベリカ）およびタイ(Nissan Motor Thailand Ltd, NMT)から輸入されるD40型が豪州市場に登場。D22型に比べてボディサイズや価格が1クラス上昇したためD22型も継続販売される。

## 4代目 D23型系（2014年 - ）

### 概要
D23型は2014年6月11日、タイ・バンコクにて発表。いすゞ・D-MAX、トヨタ・ハイラックス、フォルクスワーゲン・アマロック、マツダ・BT-50、三菱・トライトンなどが競合車となる。開発には日産ライトトラックが関わっている。
従来、日産自動車では主にD22型とD40型のピックアップトラックをグローバルに販売してきたものの、国や地域で名称にバラツキがあった（ナバラ・フロンティア・NP300ハードボディなど）が、今回は引き続きナバラやフロンティアなどの名称を使用しながらも、車名の頭に「NP300」が冠される市場もある。
ボディタイプはシングルキャブ、キングキャブ、ダブルキャブの三種類。フロントエンドのスタイルには、当時の日産がデザインモチーフとして強調していた「Vモーション」を採用した。
ディーゼルエンジンは日産製YD25DDTiとルノー製YS23（M9T）の2種類。YD25DDTiは出力とトルクについて中域特化と高域特化の2種類、YS23はシングルターボとツインターボの2種類が搭載される。ガソリンエンジンはQR25DEを搭載。トランスミッションは6速マニュアルトランスミッション及び7速オートマチックトランスミッションが用意される。オーストラリア仕様では、マニュアルモード付き7速オートマチックトランスミッションが用意されている。
2014年7月にタイのサムットプラカンにある3億6,000万ドル（2022年には約4億4,000万ドル）の新工場で量産が開始され、8月に納入が開始された。生産はタイの他、メキシコ、スペイン（日産モトール・イベリカ）、アルゼンチン、中国（鄭州日産汽車）で行われ、180ヶ国以上で販売予定としている。当初は4気筒エンジンのみを搭載していた。一部の国では先代となるD22型やV6とオートマチックトランスミッションのみを搭載したD40型の併売・またはこのいずれかが本車種の導入後も継続販売されている。
2016年後半豪州市場に細部を改良した「シリーズ2」が導入される。NP300のサブネームが廃止、リアサスペンションリチューン、新中間グレードSLを設定など。
2018年前半豪州市場に細部を改良した「シリーズ3」が導入される。2度目のリアサスペンションリチューン、トップグレードST-Xにアラウンドビューモニターを含む日産インテリジェントモビリティテクノロジーが標準装備、エントリーグレードRXにリアカメラ標準装備、DXのガソリンエンジングレード廃止など。
フェイスリフト前のモデルは、2021年12月16日まで欧州市場向けにバルセロナ工場で生産された。理由は、この地域でのナバラの販売減少と工場が閉鎖されたことによる。

### フェイスリフト（2020年）
2020年11月5日にマイナーチェンジが発表された。
エンジンはそのままに、さらに予防安全装置が追加された。前方車両や歩行者に対応した衝突被害軽減ブレーキ「インテリジェント エマージェンシーブレーキ」や2台前を走行する車両を検知して前方に潜む危険に対して注意を促す前方衝突警報「インテリジェント FCW」が搭載されたほか、アラウンドビューモニターは4つのカメラを用いたインテリジェント アラウンドビューモニターとなり、4輪駆動モードを設定して低速走行の際に周囲の障害物を確認可能なオフロードモニターが新たに搭載された。
ボディについてはリア アスクルの強化や荷台スペースの拡大により積載可能重量が向上され、リアバンパーにステップを新設。様々な速度域での操縦性を高めるためにステアリングラックが新たに採用され、フレームとボディの接合部が変更されたことで剛性を高めた。
フロントマスクにはタイタンに次いでの採用となるグリル後方に潜むエンジンを封じ込めるプロテクターのような力強い縁取りを特徴とする「インターロックグリル」を採用。ヘッドランプにはC字型のLEDヘッドランプが搭載された。
また、フロンティアで展開されていたスタイルパッケージ「PRO-4X」が新グレードとして設定。CIエンブレム・フロントグリル・アルミホイール・プロテクションなどの外観パーツがブラック化され、随所にオレンジのアクセントを配したほか、内装には「PRO-4X」ロゴ入りのレザーシート仕様も用意される。
同年12月にタイで販売が開始され、それ以外の市場でも順次販売される予定である。オーストラリアでは2021年第1四半期に発売される。
2021年6月にアフリカ市場での販売を開始した。生産は南アフリカ現地で行われる。
2022年3月、日産はアルゼンチンでフェイスリフトされたフロンティアの生産を開始した。 2022年現在、部品の34%は地元で製造され、生産量の65%（ルノー・アラスカンを含む）が輸出されている。
2022年12月初旬、タイ日産はモーターエキスポ2022にてアルメーラ、キックス、テラとともに70周年アニバーサリーモデルを発表した。この4車種にはすべて共通の専用カラーリングと黒いストライプが施される。ダブルキャブのE Black Editionをベースにした特別仕様車である。

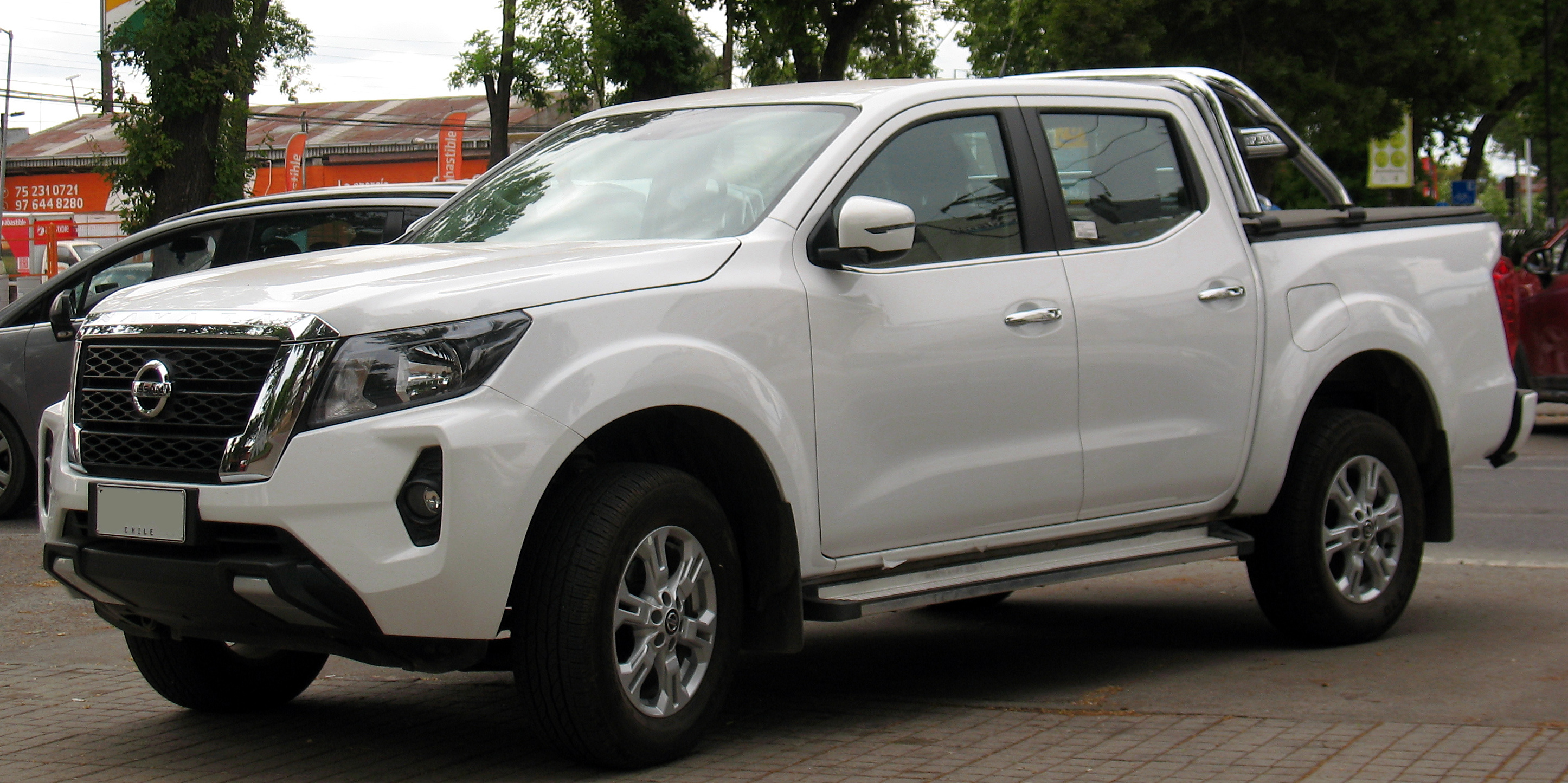
2022年改良型XE (南米仕様)
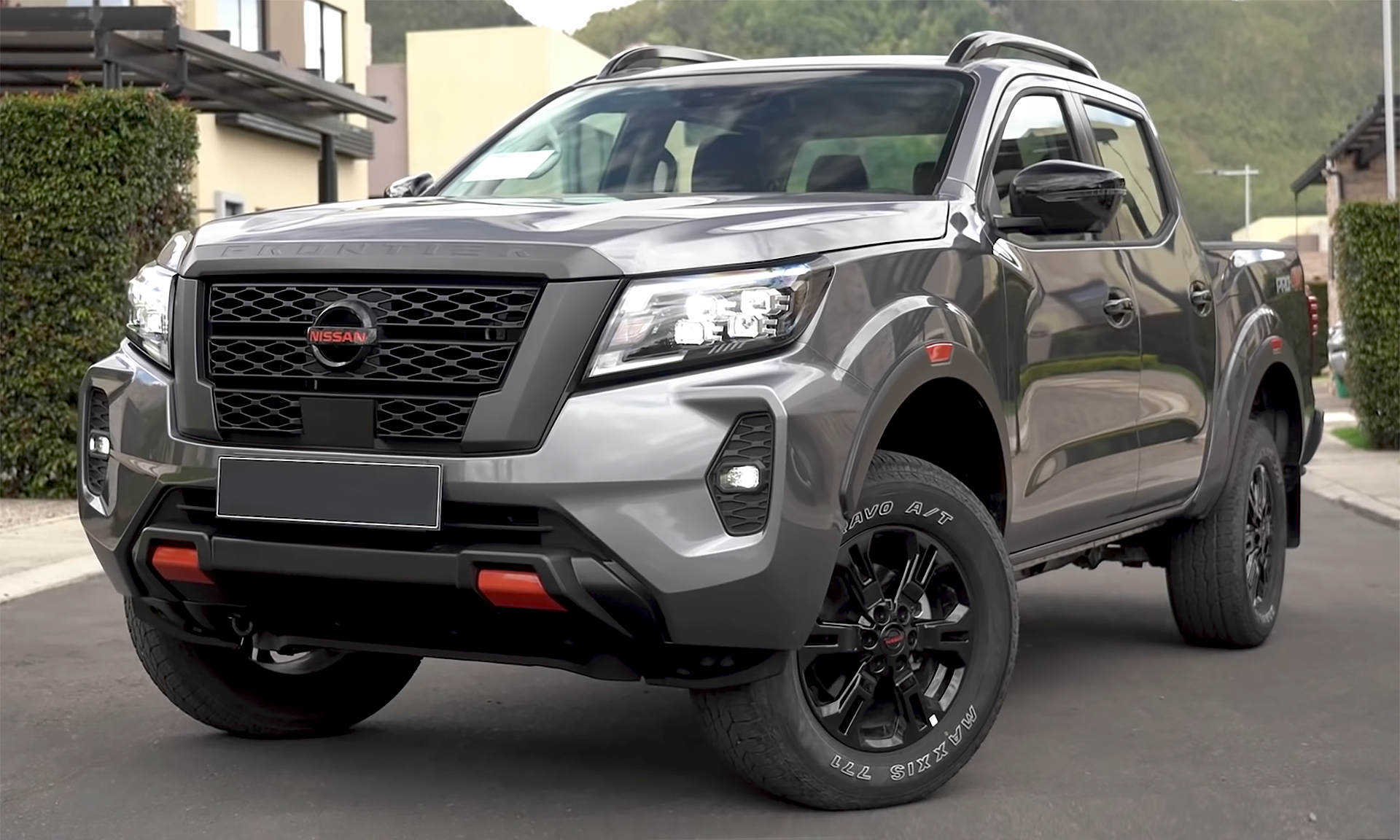
2021年改良型PRO-4X (フロント)
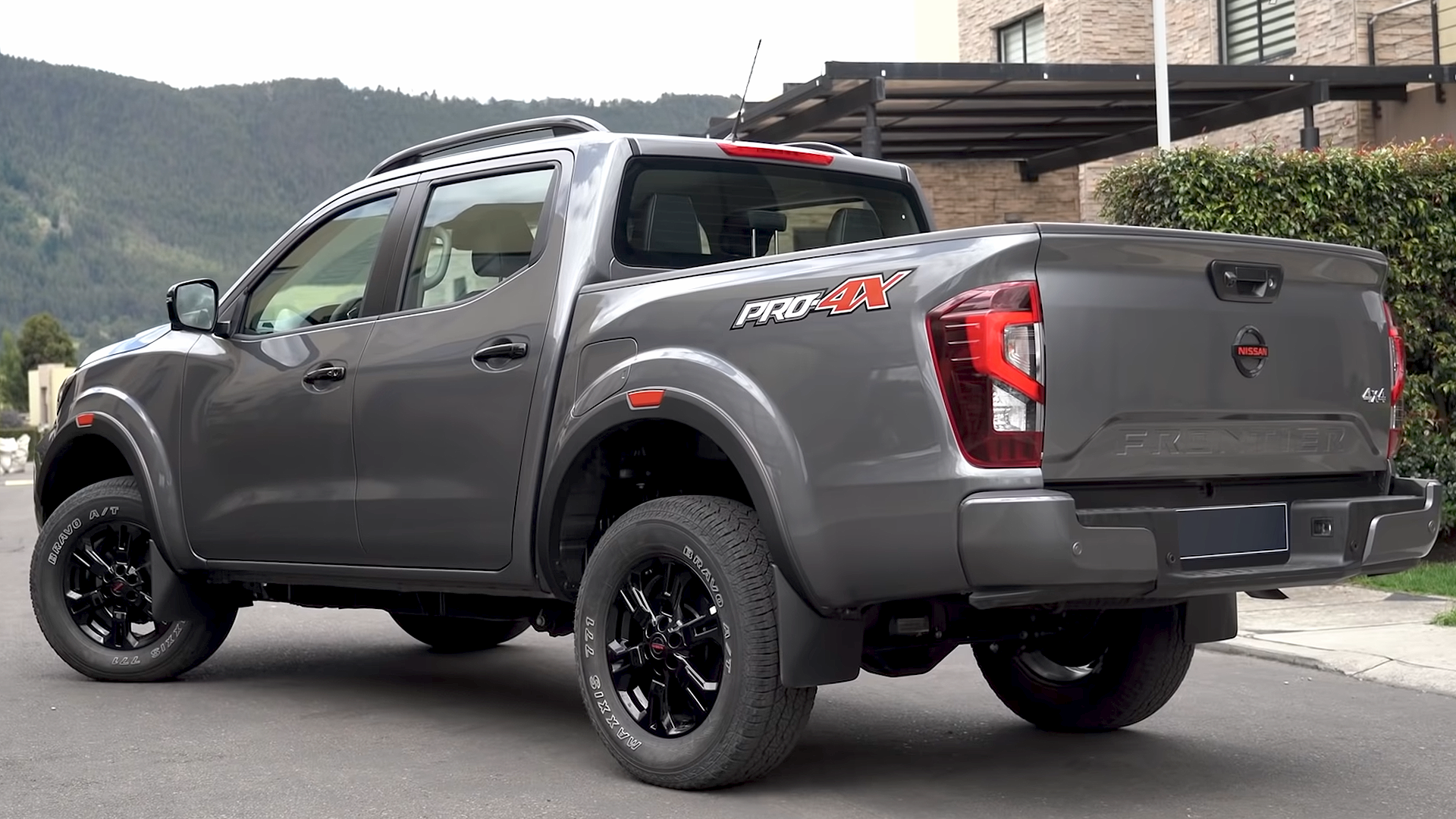
2021年改良型PRO-4X (リア)
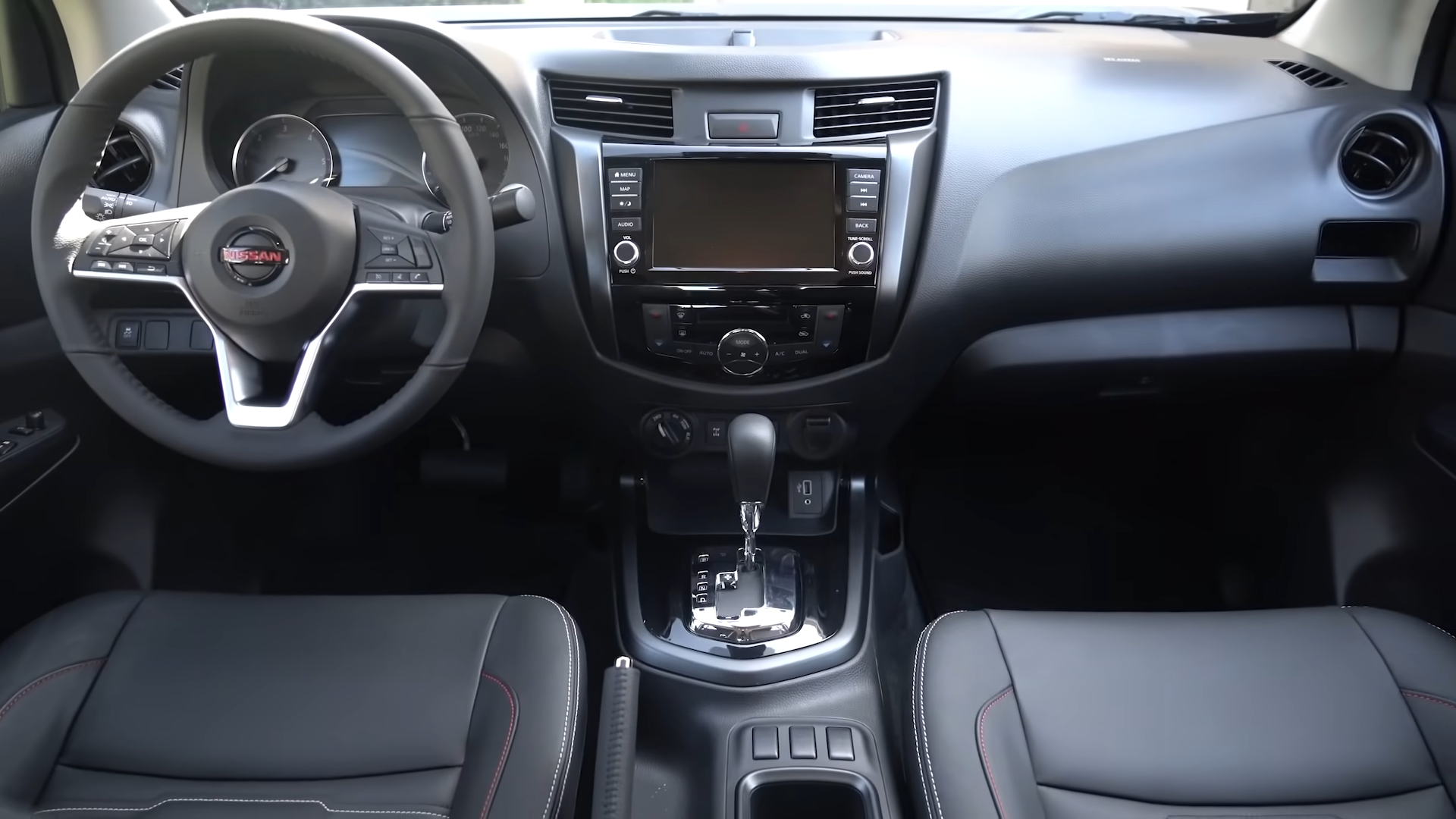
2021年改良型PRO-4X (インテリア)

### 諸元
ここではタイ、南アフリカ、オーストラリア仕様のカタログを基に情報を記載している。

#### エンジン
| エンジン型式         | タイプ           | 排気量           | 最高出力                    | 最大トルク                              |
| ガソリンエンジン     | ガソリンエンジン | ガソリンエンジン | ガソリンエンジン            | ガソリンエンジン                        |
| -------------------- | ---------------- | ---------------- | --------------------------- | --------------------------------------- |
| QR25DE               | 直列4気筒 DOHC   | 2,488 cc         | 118 kW (160 PS) / 6,000 rpm | 233 N⋅m (172 lb⋅ft) / 4,000 rpm         |
| ディーゼルエンジン   |                  |                  |                             |                                         |
| YS23DDT              | 直列4気筒 DOHC   | 2,298 cc         | 120 kW (163 PS) / 3,750 rpm | 403 N⋅m (297 lb⋅ft) / 1,500 - 2,500 rpm |
| YS23DDTT             | 直列4気筒 DOHC   | 2,298 cc         | 140 kW (190 PS) / 3,750 rpm | 450 N⋅m (332 lb⋅ft) / 1,500 - 2,500 rpm |
| YD25DDTi Mid Output  | 直列4気筒 DOHC   | 2,488 cc         | 120 kW (163 PS) / 3,600 rpm | 403 N⋅m (297 lb⋅ft) / 2,000 rpm         |
| YD25DDTi High Output | 直列4気筒 DOHC   | 2,488 cc         | 140 kW (190 PS) / 3,600 rpm | 450 N⋅m (332 lb⋅ft) / 2,000 rpm         |

#### 寸法
単位は、ミリメートル(mm)である。
同じグレード名であっても組立を行う地域の環境によって微妙に寸法が異なる。しかし、プラットフォームは同じなのでホイールベースは共通して3,150 mmである。
| キャブ                            | 地域             | グレード        | 全長  | 全幅  | 全高                    | 荷台長 | 荷台幅 | 荷台高    | 車高                |
| --------------------------------- | ---------------- | --------------- | ----- | ----- | ----------------------- | ------ | ------ | --------- | ------------------- |
| シングルキャブ                    | タイ             | SL              | 5,235 | 1,790 | 1,750 1,775 (4WD)       | 2,310  | 1,550  | 470       | 205 220 (4WD)       |
| シングルキャブ                    | 南アフリカ共和国 | XE              | 5,235 | 1,790 | 1,750                   | 2,311  | 1,552  | -         | 209                 |
| シングルキャブ                    | 南アフリカ共和国 | SE              | 5,235 | 1,790 | 1,750 (4x2) 1,760 (4x4) | 2,311  | 1,552  | -         | 209 (4x2) 208 (4x4) |
| シングルキャブ                    | 南アフリカ共和国 | LE              | 5,235 | 1,790 | 1,750 (4x2) 1,760 (4x4) | 2,311  | 1,552  | -         | 209 (4x2) 208 (4x4) |
| シングルキャブ                    | オーストラリア   | SLシャシ        | 5,120 | 1,850 | 1,765 (4x2) 1,770 (4x4) | -      | -      | -         | 212                 |
| キングキャブ                      | タイ             | SL              | 5,220 | 1,850 | 1,775                   | 1,755  | 1,490  | 485       | 205                 |
| キングキャブ                      | タイ             | E               | 5,260 | 1,850 | 1,785 1,805 (CALIBRE)   | 1,755  | 1,490  | 485       | 210 225 (CALIBRE)   |
| キングキャブ                      | タイ             | E Black Edition | 5,260 | 1,850 | 1,830                   | 1,755  | 1,490  | 485       | 225                 |
| キングキャブ                      | タイ             | V               | 5,260 | 1,850 | 1,810                   | 1,755  | 1,490  | 485       | 225                 |
| キングキャブ                      | オーストラリア   | SLシャシ        | 5,260 | 1,850 | 1,805 (4x2) 1,810 (4x4) | -      | -      | -         | 212 (4x2) 224 (4x4) |
| キングキャブ                      | オーストラリア   | SL              | 5,260 | 1,850 | 1,810                   | 1,788  | 1,490  | 470       | 224                 |
| キングキャブ                      | オーストラリア   | ST-X            | 5,311 | 1,850 | 1,815                   | 1,788  | 1,490  | 470       | 229                 |
| ダブルキャブ デュアルキャブ（豪） | タイ             | E               | 5,260 | 1,850 | 1,805                   | 1,470  | 1,495  | 520       | 225                 |
| ダブルキャブ デュアルキャブ（豪） | タイ             | E Black Edition | 5,260 | 1,850 | 1,830                   | 1,470  | 1,495  | 520       | 225                 |
| ダブルキャブ デュアルキャブ（豪） | 南アフリカ共和国 | SE              | 5,120 | 1,850 | 1,815 (4x2) 1,825 (4x4) | 1,471  | 1,492  | 493 - 500 | 221                 |
| ダブルキャブ デュアルキャブ（豪） | 南アフリカ共和国 | SE Plus         | 5,160 | 1,850 | 1,815 (4x2) 1,825 (4x4) | 1,471  | 1,492  | 493 - 500 | 221                 |
| ダブルキャブ デュアルキャブ（豪） | 南アフリカ共和国 | LE              | 5,160 | 1,850 | 1,815 (4x2) 1,825 (4x4) | 1,471  | 1,492  | 493 - 500 | 221                 |
| ダブルキャブ デュアルキャブ（豪） | 南アフリカ共和国 | PRO-2X PRO-4X   | 5,160 | 1,875 | 1,845 (4x2) 1,855 (4x4) | 1,471  | 1,492  | 493 - 500 | 221                 |
| ダブルキャブ デュアルキャブ（豪） | オーストラリア   | SLシャシ        | 5,260 | 1,850 | 1,825                   | -      | -      | -         | 220                 |
| ダブルキャブ デュアルキャブ（豪） | オーストラリア   | SL              | 5,260 | 1,850 | 1,810 (4x2) 1,825 (4x4) | 1,469  | 1,490  | 519       | 213 (4x2) 220 (4x4) |
| ダブルキャブ デュアルキャブ（豪） | オーストラリア   | ST              | 5,260 | 1,850 | 1,810 (4x2) 1,825 (4x4) | 1,469  | 1,490  | 519       | 213 (4x2) 220 (4x4) |
| ダブルキャブ デュアルキャブ（豪） | オーストラリア   | ST-X            | 5,311 | 1,850 | 1,815 (4x2) 1,830 (4x4) | 1,469  | 1,490  | 519       | 214 (4x2) 224 (4x4) |
| ダブルキャブ デュアルキャブ（豪） | オーストラリア   | PRO-4X          | 5,311 | 1,875 | 1,855                   | 1,469  | 1,490  | 519       | 220                 |

#### 重量
単位は、キログラム(kg)である。
寸法と同様に、同じグレード名であっても組立を行う地域の環境によって微妙に重量が異なる。
| キャブ                            | 地域             | グレード        | 本体重量                            | 積載量                                                                          | 車両総重量                          | 牽引（ブレーキなし） | 牽引（ブレーキあり）                |
| --------------------------------- | ---------------- | --------------- | ----------------------------------- | ------------------------------------------------------------------------------- | ----------------------------------- | -------------------- | ----------------------------------- |
| シングルキャブ                    | タイ             | SL              | 1,793 1,884 (4WD)                   | -                                                                               | -                                   | -                    | -                                   |
| シングルキャブ                    | 南アフリカ共和国 | XE              | 2,740 (ガソリン) 2,940 (ディーゼル) | 1,065 (ガソリン) 1,144 (ディーゼル)                                             | 4,150 (ガソリン) 6,130 (ディーゼル) | 750                  | 1,588 (ガソリン) 3,500 (ディーゼル) |
| シングルキャブ                    | 南アフリカ共和国 | SE              | 2,940 (4x2) 3,010 (4x4)             | 1,723 (4x2) 1,803 (4x4)                                                         | 6,130                               | 750                  | 3,500                               |
| シングルキャブ                    | 南アフリカ共和国 | LE              | 2,940 (4x2) 3,010 (4x4)             | 1,748 (4x2) 1,830 (4x4)                                                         | 6,130                               | 750                  | 3,500                               |
| シングルキャブ                    | オーストラリア   | SLシャシ        | 2,910                               | 1,282 (4x2、MT) 1,256 (4x2、AT) 1,186 (4x4、手動変速時) 1,175 (4x4、自動変速時) | 5,910                               | 750                  | 3,500                               |
| キングキャブ                      | タイ             | SL              | 1,824                               | -                                                                               | -                                   | -                    | -                                   |
| キングキャブ                      | タイ             | E               | 1,846 1,881 (CALIBRE、6MT)          | -                                                                               | -                                   | -                    | -                                   |
| キングキャブ                      | タイ             | E Black Edition | 1,859 (6MT) 1,885 (7AT)             | -                                                                               | -                                   | -                    | -                                   |
| キングキャブ                      | タイ             | V               | 1,890                               | -                                                                               | -                                   | -                    | -                                   |
| キングキャブ                      | オーストラリア   | SLシャシ        | 2,910                               | 1,177 (4x2) 1,096 (4x4)                                                         | 5,910                               | 750                  | 3,500                               |
| キングキャブ                      | オーストラリア   | SL              | 2,910                               | 966                                                                             | 5,910                               | 750                  | 3,500                               |
| キングキャブ                      | オーストラリア   | ST-X            | 2,910                               | 876                                                                             | 5,910                               | 750                  | 3,500                               |
| ダブルキャブ デュアルキャブ（豪） | タイ             | E               | 1,941 (6MT) 1,968 (7AT)             | -                                                                               | -                                   | -                    | -                                   |
| ダブルキャブ デュアルキャブ（豪） | タイ             | E Black Edition | 1,945 (6MT) 1,972 (7AT)             | -                                                                               | -                                   | -                    | -                                   |
| ダブルキャブ デュアルキャブ（豪） | 南アフリカ共和国 | SE              | 3,035                               | 1,064 (4x2、6MT) 1,053 (4x2、7AT) 981 (4x4)                                     | 6,130                               | 750                  | 3,500                               |
| ダブルキャブ デュアルキャブ（豪） | 南アフリカ共和国 | SE Plus         | 3,035                               | 1,064 (4x2、6MT) 1,053 (4x2、7AT) 981 (4x4)                                     | 6,130                               | 750                  | 3,500                               |
| ダブルキャブ デュアルキャブ（豪） | 南アフリカ共和国 | LE              | 3,115                               | 1,086 (4x2) 1,008 (4x4、6MT) 1,003 (4x4、7AT)                                   | 6,130                               | 750                  | 3,500                               |
| ダブルキャブ デュアルキャブ（豪） | 南アフリカ共和国 | PRO-2X PRO-4X   | 3,115                               | 1,086 (4x2) 1,003 (4x4)                                                         | 6,130                               | 750                  | 3,500                               |
| ダブルキャブ デュアルキャブ（豪） | オーストラリア   | SLシャシ        | 2,910                               | 1,019 (4x4、手動変速時) 1,010 (4x4、自動変速時)                                 | 5,910                               | 750                  | 3,500                               |
| ダブルキャブ デュアルキャブ（豪） | オーストラリア   | SL              | 3,070 (4x2) 3,150 (4x4)             | 1,092 (4x2、AT) 1,126 (4x4、手動変速時) 1,117 (4x4、自動変速時)                 | 5,910                               | 750                  | 3,500                               |
| ダブルキャブ デュアルキャブ（豪） | オーストラリア   | ST              | 3,070 (4x2) 3,150 (4x4)             | 1,146 (4x2、AT) 1,097 (4x4、手動変速時) 1,088 (4x4、自動変速時)                 | 5,910                               | 750                  | 3,500                               |
| ダブルキャブ デュアルキャブ（豪） | オーストラリア   | ST-X            | 3,070 (4x2) 3,150 (4x4)             | 1,027 (4x2、AT) 1,032 (4x4、手動変速時) 1,024 (4x4、自動変速時)                 | 5,910                               | 750                  | 3,500                               |
| ダブルキャブ デュアルキャブ（豪） | オーストラリア   | PRO-4X          | 3,150                               | 1,013 (手動変速時) 1,004 (自動変速時)                                           | 5,910                               | 750                  | 3,500                               |

### ナバラ エンガードコンセプト
2016年のハノーファーモーターショーで発表されたエンガードコンセプトは、緊急救助組織に向けて提案されたコンセプトモデルである。日産が設計、開発したポータブルバッテリーパックを搭載した最初のプロトタイプであり、大きく注目された。救助団体向けのその他の機能としては、DJI Phantom 4 ドローンの搭載、車高の向上、ストロボライト、自由に調整可能なサスペンションシステムなどがある。

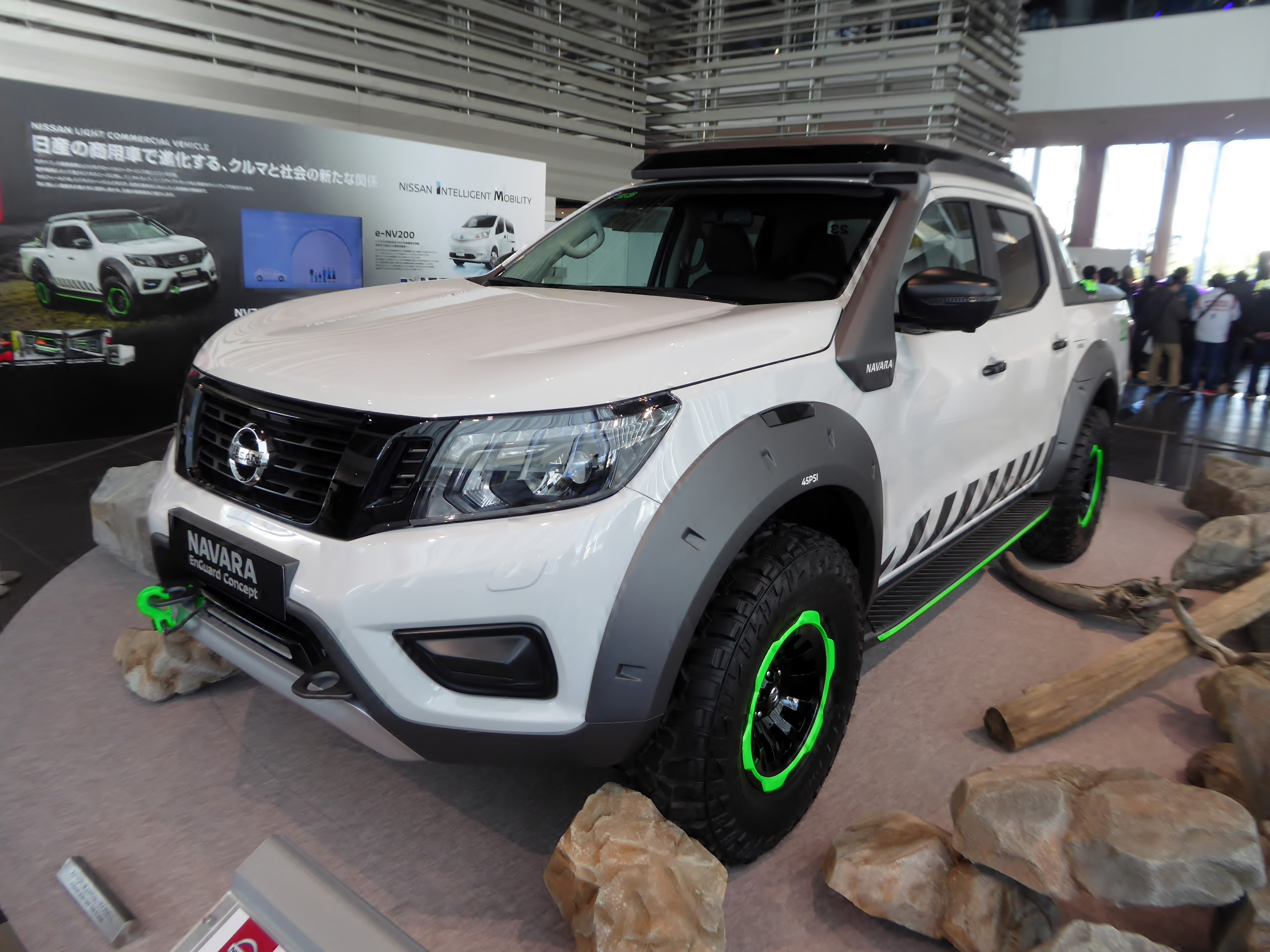
ナバラ エンガードコンセプト（フロント）
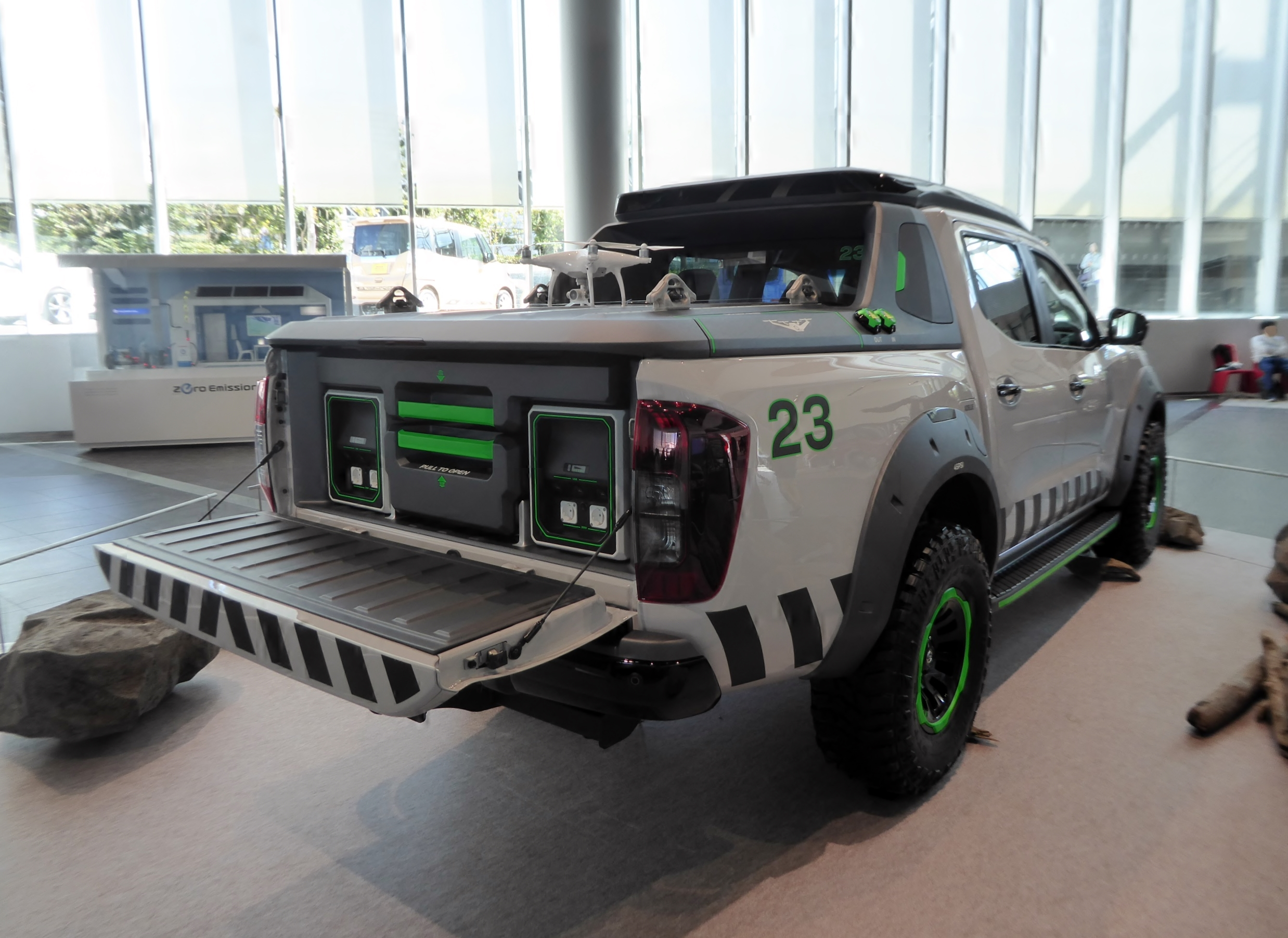
ナバラ エンガードコンセプト（リア）

### 東風・リッチ6

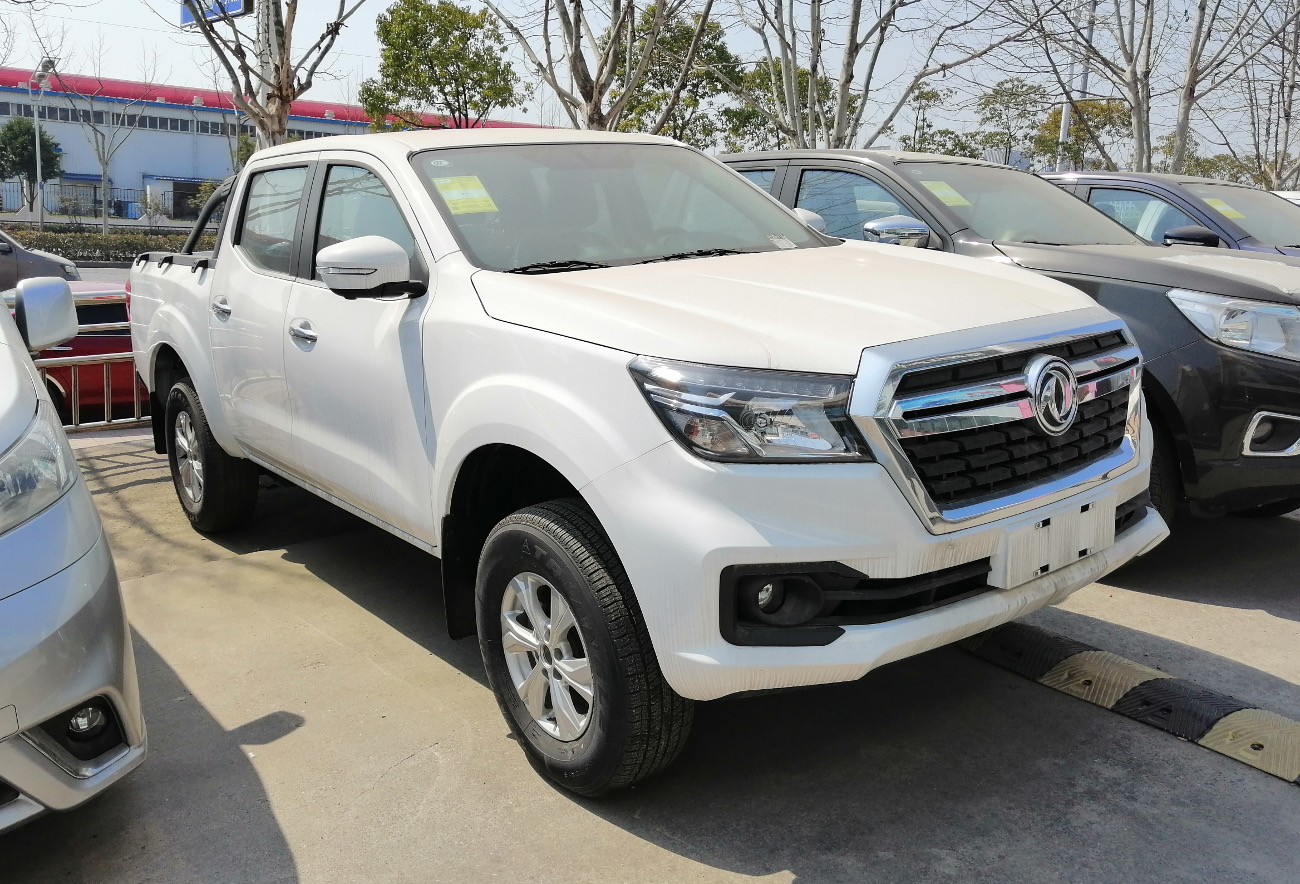
東風・リッチ6

2018年10月、東風・リッチ6は、東風汽車有限公司ブランドのよりプレミアムな仕様として発売され、中国市場向けのナバラと並んで鄭州日産汽車によって生産された。東風・リッチ6は専用に再設計されたフロントエンドが特徴的で、長さが 35 mm 長くなっている。車体の残りの部分はナバラと直接共有されている。

## モータースポーツ
2006年

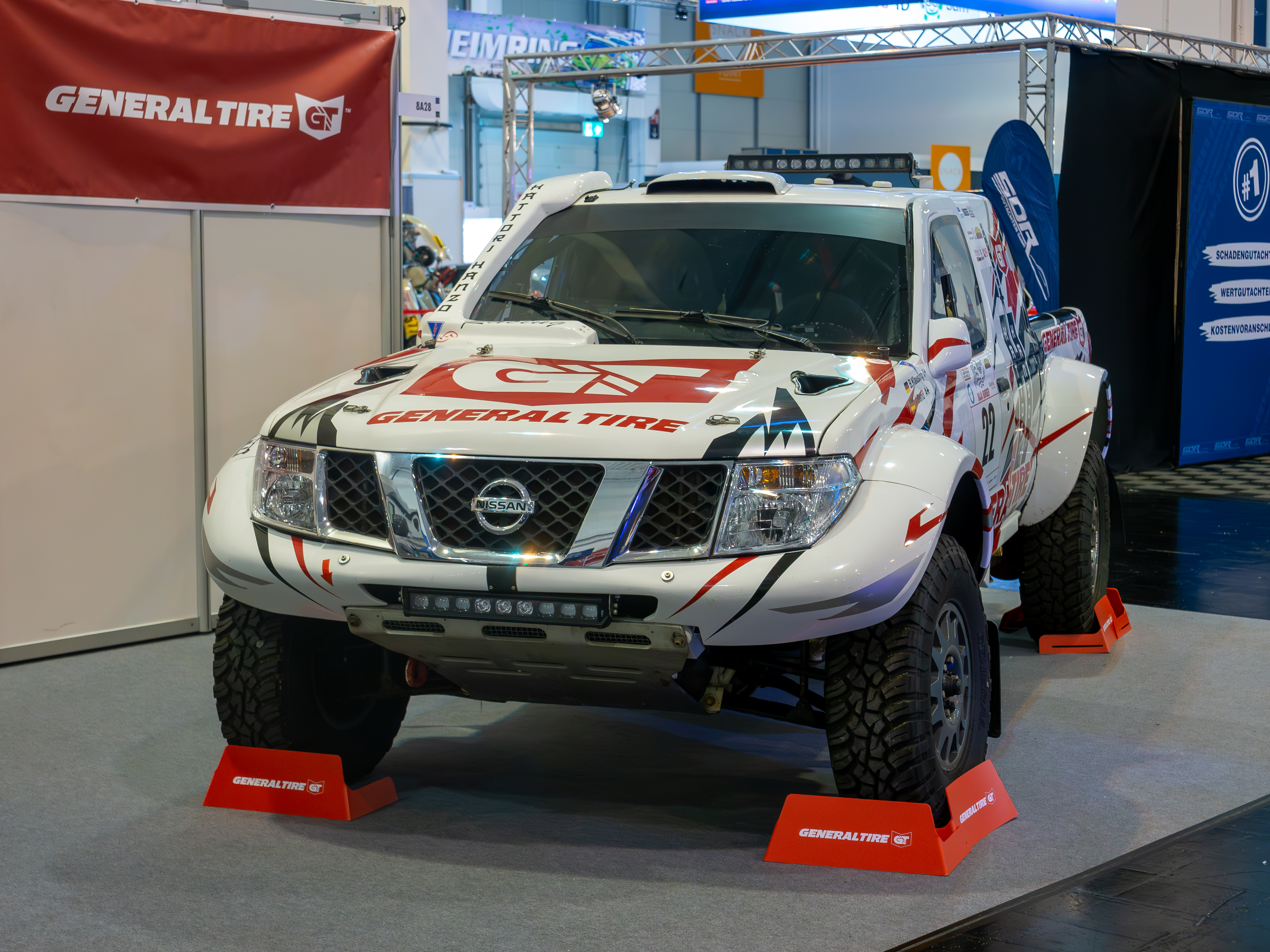
エッセンモーターショー2023に展示された競技車両

- 5月 - 南アフリカ・オフロード選手権第2戦「ニッサン・シュガーベルト400」でSP（改造車）クラスのハンス・グロブラー/フランソワ・ジョルダーン組が総合2位を獲得。ロブラー/ジョルダーン組、マーク・コルベット/ジャン・モール組、コエッツィー・ラブスカン/ヨハン・ゲルブラー組のチーム上位3クルーの活躍で、マニュファクチャラーズ・チャレンジに勝利[22]。
- 6月 - 同選手権第3戦「トヨタ1000デザートレース」でSP（改造車）クラスのハンス・グロブラー/フランソワ・ジョルダーン組が総合優勝[23]。
- 7月 - スペインの首都マドリード周辺で開催されたバハ・スペインのT1クラスにマーク・ブラスケス・ルカ・クルス組が参戦したが、SS2におけるクラッチトラブルによって惜しくもリタイア[24]。
- 8月 - 南アフリカ・オフロード選手権第4戦「リンポポ400」で、新設されたばかりのスーパープロダクション(SP)クラスに参戦し、ダンカン・ボスが初の総合優勝を飾った。これにより、同選手権において3連勝を達成した[25]。
- 9月
  - 1-2日 - 同選手権第5戦「日産レソト・サン400」で、ハンス・グロブラー/フランソワ・ジョルダーン組が今季3勝目を記録。これにより、レソトラウンド3連覇達成となる[26]。コルベット/モール組は総合2位に入った。
  - 30日-10月1日 - 同選手権第6戦「サンシティ400」で、ハンス・グロブラー/フランソワ・ジョルダーン組が接戦の末、総合2位を獲得[27]。
- 10月
  - 14日- 15日 - FIAインターナショナル・クロスカントリー・カップ・フォー・バハ最終戦「バハ・ダ・セラ・ポルタレグレ500」で、T1仕様のナバラをドライブしたスペインのマルク・ブラスケス/ヨルディ・メルシャント組が総合優勝[28]。
  - 28日 - 南アフリカ・オフロード選手権第7戦でハンス・グロブラー/フランソワ・ジョルダーン組が総合2位を獲得。SPクラスではボス/ピッツフォード組、グロブラー/ジョルダーン組、マーク・コルベット/ユアン・モール（プライベーター）の3台によって1位から3位を独占。3年間で2度目の日産のポディウム独占フィニッシュを決め、日産はマニュファクチャラーズチーム賞も獲得した[29]。
- 11月
  - 5日 - スペイン・クロスカントリーラリー選手権最終戦「モンテス・デ・クエンカ」で、マルク・ブラスケスが総合優勝し、今季のドライバーズ選手権タイトルを獲得。同選手権におけるマニュファクチャラーズ選手権連覇を達成した[30]。
  - 17日-18日 - 南アフリカ・オフロード選手権第8戦「カーニバル・シティ400」に参戦したものの、2台のマシンにステアリングアームのトラブルが発生し、完走を断念。しかし6年連続ドライバーズタイトル、コ・ドライバーズタイトル、そして11年連続国内モータースポーツシリーズタイトル獲得を達成した[31]。次年度のマシンはフロントサスペンションの設計を変更して先のトラブルへの対策を済ませた。

2007年
- 6月 - 第4戦ではダンカン・ボス/リチャード・リーク組が総合優勝を果たした。また、チームメイトのイバー・トレフセン（ノルウェー）/ブリトン・クイン・エバンス組も総合6位となり、プライベートエントリーしたマーク・コルベット/ルディ・バルザー組の成績と合わせて日産はマニュファクチャラーズ賞を受賞した[32]。

## 車名の由来
スペイン北部のナバラ地方から。

## その他
2018年現在日本市場には投入されていない。しかし、日産自動車が国内で主催及び参加する各種イベントなど様々な機会において、本車種を披露する事がある。2016年3月には日産グローバル本社ギャラリーにおいて、一般向けの展示が行われている。
アルゼンチンにおいても2018年に本車種の生産が開始されるが、この際日産自動車は『アーキテクチャの一部を共有しながら』ルノーやメルセデス・ベンツ向けの新型ピックアップも合わせて生産されるとしていたが、2016年に入るとルノー・アラスカンの発売や、基本構造を共有したメルセデス・ベンツ・Xクラスが発表された。